# Dpkg
O dpkg é um programa de computador que é a base do sistema de gerenciamento de pacotes da distribuição linux Debian. Foi inicialmente criado por Matt Welsh, Carl Streeter e Ian Murdock como uma aplicação Perl, sendo posteriormente reescrito, em sua maior parte, para a linguagem C (linguagem de programação) por Ian Jackson em 1993. O dpkg, similar ao RPM, é usado para instalar, remover e fornecer informações sobre os pacotes .deb.
O dpkg é uma ferramenta de baixo nível; ferramentas de alto nível, como o APT são usadas para obter os pacotes de instalação de localizações remotas ou lidar com as complexas relações entre eles(dependências).

## As ferramentas do dpkg
O Debian tem uma série de ferramentas que precisam ser chamadas para construir um pacote. São elas:
- dpkg-source empacota e desempacota os arquivos-fontes de um pacote Debian.
- dpkg-deb empacota e desempacota pacotes binários.
- dpkg-gencontrol lê a informação de um pacote desempacotado da árvore-fonte do Debian, gera um pacote de controle binário e cria uma entrada para ele nos arquivos Debian.
- dpkg-shlibdeps calcula as dependências ocorridas com respeito a bibliotecas.
- dpkg-genchanges lê a informação de um pacote desempacotado da árvore-fonte do Debian gerando uma construção de controle de arquivos (.changes).
- dpkg-buildpackage é um script de controle que pode ser usado para construir um pacote automaticamente.
- dpkg-distaddfile adiciona um arquivo nos arquivos Debian.
- dpkg-parsechangelog lê os arquivos de mudanças (changelog) de um pacote desempacotado da árvore-fonte do Debian.